# Marciano (protetor e tribuno)
Marciano (em latim: Marcianus) foi um oficial do século III, ativo sob os imperadores Galiano (r. 253–268) e Cláudio II (r. 268–270).

## Vida

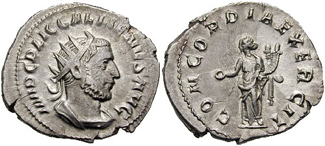
Antoniniano de Galiano r.

Marciano aparece pela primeira vez numa inscrição de Filipópolis, na Trácia, na qual é louvado por salvá-la, talvez de um ataque godo. À época, possivelmente era protetor e tribuno pretoriano (protector et tribunus praetorianorum), mas talvez teve carreira militar anterior cujos detalhes não sobreviveram. Como duque, derrotou os godos na Acaia em 267 e em 268 venceu-os na Ilíria com ajuda do futuro imperador Cláudio (r. 268–270). Sabe-se que Marciano também era homem perfeitíssimo.
Nessa época, Auréolo (r. 268) rebelou-se contra Galiano em Mediolano, na Itália. Galiano, que estava em campanha contra os godos que atacaram os Bálcãs, entregou o comando da campanha a Marciano e imediatamente partiu à Itália com o grosso do seu exército de campo. A História Augusta implica Marciano na conspiração que causou a morte de Galiano, mas sua participação não aparece noutras fontes. Ele também teve papel na pacificação das tropas de Galiano por suborno.